# Masdone
Il Masdone è un torrente appenninico, affluente del torrente Enza, che scorre interamente nella provincia di Parma, nella zona collinare dell'Appennino. 

## Corso del torrente
Il Masdone nasce vicino alla località Costa presso Mulazzano, nel territorio comunale di Lesignano de' Bagni, a poco più di un chilometro di distanza dal torrente Parma e dal paese di Langhirano.
Attraversando zone coltivate si dirige verso nord, sempre nel territorio comunale di Lesignano de' Bagni, solcando la vallata relativa che passa a fianco del paese capoluogo prima e Santa Maria del Piano poi.
Dirigendosi quindi verso nord est il Masdone bagna Bannone nel comune di Traversetolo dove riceve anche il suo affluente principale: il Madolo, proveniente dal monte Fornello. Ricevuto il rio Scuro, sempre in destra, a Ca' Sozzi, il corso del Masdone si fa meandreggiante, quindi, bagnata la località omonima di Masdone si getta nel torrente Enza all'altezza di Tortiano, poco a valle della confluenza del torrente Termina.

## Regime idrologico
Il Masdone presenta il regime idrologico tipico dei torrenti collinari, con accentuate magre estive e piene autunnali nelle quali l'afflusso niveale è nulla e che sono determinate soltanto dall'intensità delle precipitazioni.. La sua portata media di 0,22 m³/s mentre il bacino idrografico è di 26,3 km². 